# Немашкало Олена Миколаївна
Олена Миколаївна Немашкало (25 грудня 1963) - українська радянська гандболістка, бронзовий призер Олімпійських ігор 1988 року.

## Біографія
Виступала за клуб "Авангард", Бровари (Київська обл.). Тренер - Турчин І.Є. Закінчила Київський державний інститут фізичної культури. 
Чемпіонка світу (1986). Володарка Кубка європейських чемпіонів. 
Заслужений майстер спорту СРСР (1986). 
Бронзова призерка Ігор XXIV Олімпіади (1988), разом з жіночою командою СРСР по гандболу зайняла третє місце на гандбольному турнірі Олімпіади 1988. На Іграх зіграла всі п'ять матчів і забила вісім голів.
Закінчила Київський державний інститут фізичної культури.
В різний час виступала за збірні СРСР, України і Хорватії.